# Meiogyne kwangtungensis
Meiogyne kwangtungensis P.T. Li – gatunek rośliny z rodziny flaszowcowatych (Annonaceae Juss.). Występuje naturalnie w południowych Chinach – na wyspie Hajnan. 

## Morfologia
PokrójZimozielony krzew dorastający do 3 m wysokości. Kora ma ciemnoszarą barwę. Gałęzie są nagie, lecz młode pędy są omszone.
LiścieMają kształt od podłużnego do eliptycznego. Mierzą 6–18 cm długości oraz 2,5–5,5 cm szerokości. Są czasami lekko owłosione od spodu. Nasada liścia jest zaokrąglona. Blaszka liściowa jest całobrzega o spiczastym wierzchołku. Ogonek liściowy jest mniej lub bardziej owłosiony i dorasta do 2–3 mm długości.
KwiatySą pojedyncze lub zebrane po 2–3 w pęczki, rozwijają się w kątach pędów. Płatków jest 6, mają czerwoną barwę.
OwocePojedyncze są siedzące, mają owalny kształt ze spiczastym wierzchołkiem, samotne lub zebrane po 2–3 w owoc zbiorowy. Są omszone. Osiągają 1,5–3 cm długości i 1–1,5 cm szerokości.

## Biologia i ekologia
Rośnie na otwartych przestrzeniach w lasach. Występuje na wysokości do 600 m n.p.m. Kwitnie w lipcu, natomiast owoce dojrzewają od lipca do sierpnia.